# ریدتش
ریدتش (به لاتین: Řídeč) یک منطقهٔ مسکونی در جمهوری چک است که در ناحیه اولومووتس واقع شده‌است. ریدتش ۷٫۲۸ کیلومتر مربع مساحت و ۱۹۴ نفر جمعیت دارد و ۲۸۴ متر بالاتر از سطح دریا واقع شده‌است.